# Passiflora murucuja
Passiflora murucuja is een langzaam groeiende passiebloem met hoekige, onbehaarde stengels. De plant klimt met behulp van ranken die in de bladoksels ontspringen. De bladstelen zijn tot 1,5 cm lang. De afwisselend geplaatste bladeren zijn ondiep twee- of drielobbig, dwars langwerpig en 1-3 × 2,5-7 cm groot.
De plant bloeit al als kleine plant. De bloemen groeien solitair of in paren op tot 2,5 cm lange bloemstelen. De kroonbuis is circa 0,6 cm lang. De bloemen zijn 4-6 cm breed. De kelkbladeren zijn rood en tot 3 × 0,7 cm groot. De kroonbladeren zijn rood en tot 2 × 0,4 cm groot. De corona is een rechtopstaand, 1-1,5 cm lang, oranjerood of rood, buisvormig, vliezig membraan dat het onderste gedeelte van de androgynofoor omgeeft. De plant kan vruchten vormen met zijn eigen stuifmeel. De vruchten zijn bolvormig, van groen rijpend naar zwart en 1–1,5 cm groot.
Passiflora murucuja komt van nature voor in Puerto Rico, Haïti en de Dominicaanse Republiek, waar hij wordt bestoven door kolibries. In België en Nederland kan deze plant in de broeikas en in de vensterbank worden gehouden. Hij kan worden vermeerderd door zaaien of stekken.
Een vergelijkbare soort is Passiflora tulae met grotere bladeren en bloemen.

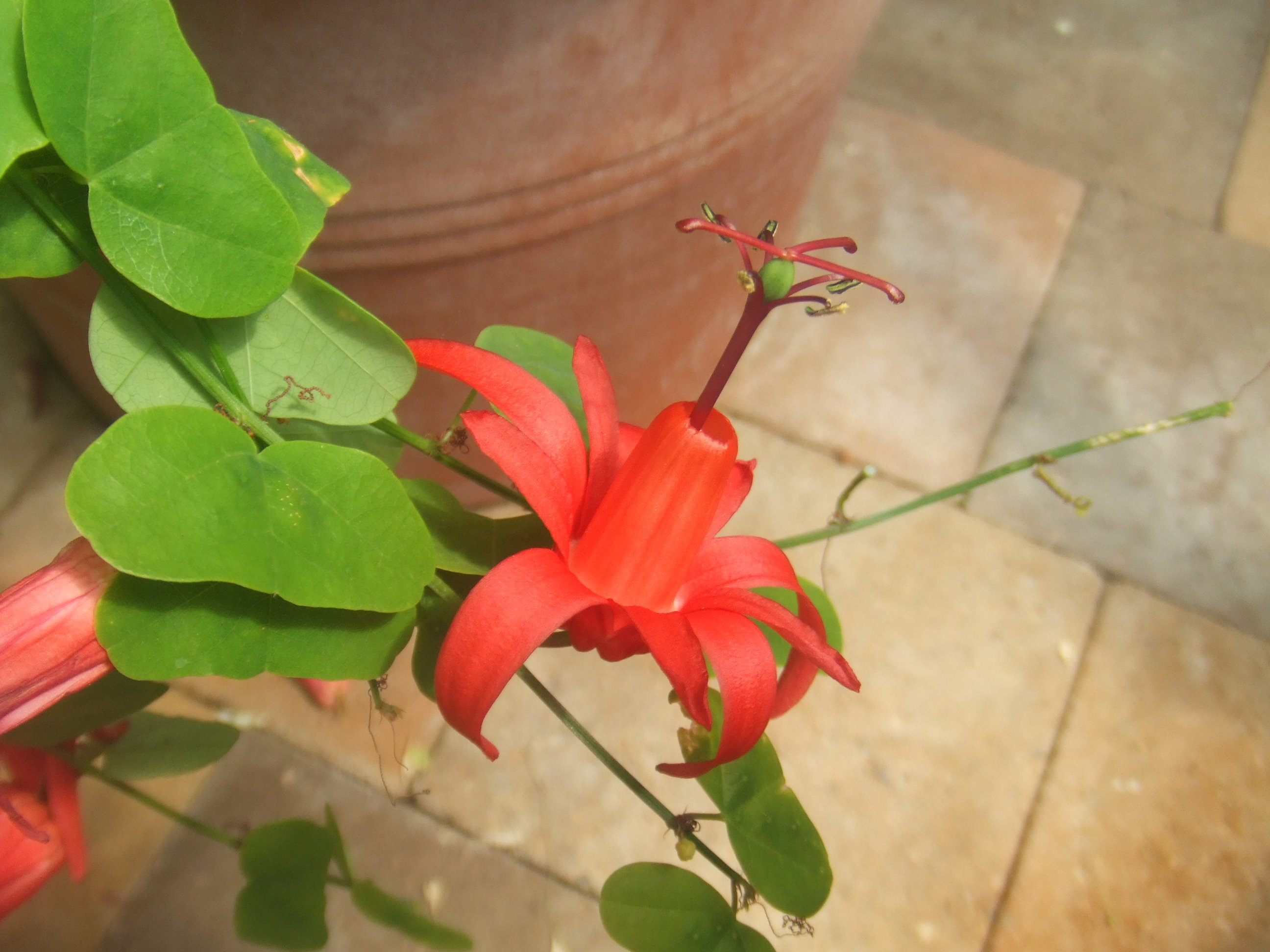

... · 
P. alata · 
P. aurantia · 
P. biflora · 
P. caerulea (Blauwe passiebloem) · 
P. citrina · 
P. coccinea · 
P. coriacea · 
P. edmundoi · 
P. edulis · 
P. edulis forma edulis · 
P. edulis forma flavicarpa · 
P. foetida · 
P. gibertii · 
P. herbertiana · 
P. incarnata · 
P. jorullensis · 
P. kermesina · 
P. laurifolia · 
P. ligularis · 
P. lindeniana · 
P. loefgrenii · 
P. lutea · 
P. morifolia · 
P. murucuja · 
P. organensis · 
P. picturata · 
P. punctata · 
P. quadrangularis · 
P. racemosa · 
P. rubra · 
P. serratifolia · 
P. suberosa · 
P. subpeltata · 
P. tarminiana · 
P. tulae · 
P. vitifolia · 
P. xishuangbannaensis · 
P. yucatanensis · 
...